# Манлих, Иоганн Христиан фон

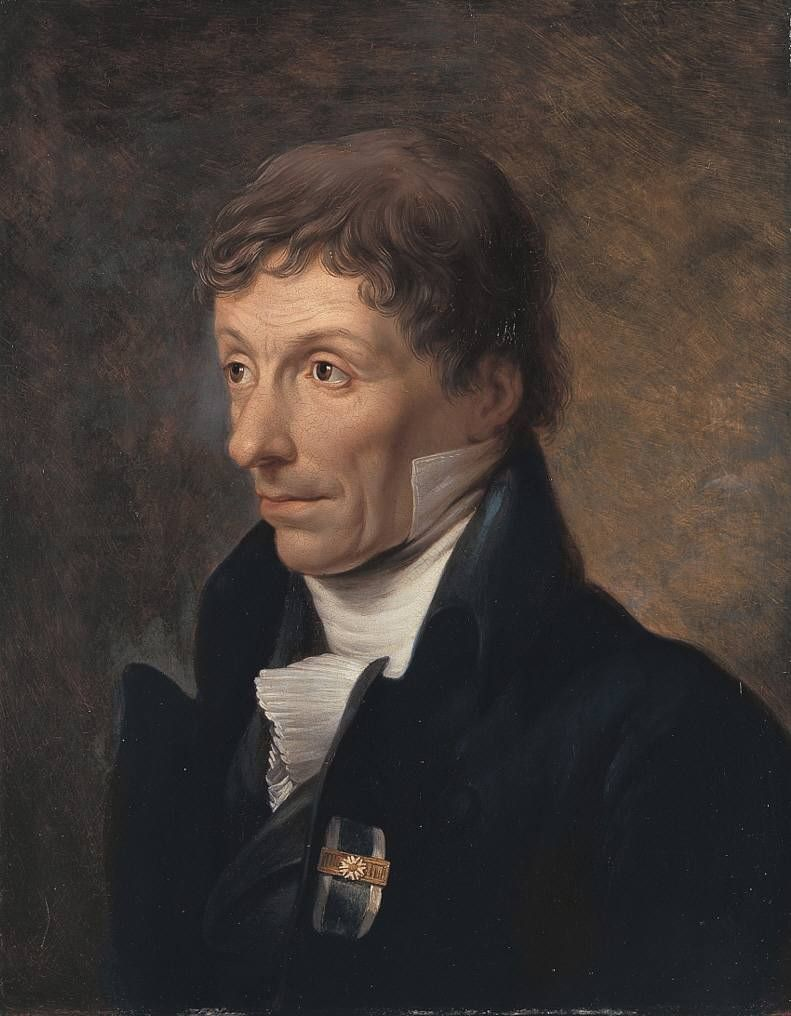

Иоганн Христиан фон Манлих (нем. Johann Christian von Mannlich; 2 октября 1741, Страсбург — 3 января 1822, Мюнхен) — немецкий художник и архитектор.

## Жизнь и творчество
Когда Иоганн был ещё ребёнком, его семья переселяется в Цвейбрюккен. Живопись изучал под руководством своего отца, художника Конрада Манлиха, придворного художника князя Пфальц-Цвейбрюккена Христиана IV. Позднее учился в Академиях художеств Мангейма и Парижа. В Париже Иоганн знакомится с живописью французского рококо, оказавшей сильное влияние на его начальный творческий период. Позднее И. Х. фон Манлих становится придворным художником князя Христиана IV, при князе Карле II Августе занимает также пост генерального директора по строительству. Был в конце жизни заведующим картинной галереи баварского короля Максимилиана I Йозефа. Для князя Карла II Августа он собирает замечательную коллекцию живописи, которую размещает в замке Карлсберг близ Хомбурга. 28 июля 1793 года замок был разрушен французскими революционными войсками, однако фон Манлих успел перед этим вывезти из него картинную галерею, княжескую библиотеку, собрание старинного оружия и мебели, и пр. Картинная галерея и другие ценности были увезены в Мангейм, а затем в Мюнхен, где стали основой для знаменитого музея искусств Старая пинакотека. Фон Манлих следовал за своим князем в эмиграцию — в Мангейм, затем в Мюнхен, где занимался литографией.
При князе Карле II Августе фон Манлих являлся также ведущим архитектором при возведении замка Карлсберг. Построенные им здания в классическом стиле не сохранились. Интересна написанная им автобиография, являющаяся важнейшим источником сведений о последних князьях Пфальц-Цвейбрюккена и о замке Карлсберг до его разрушения французами.

## Интересные факты
Портрет философа Фридриха Генриха Якоби кисти художника стал популярен с ошибочной атрибуцией к философу Иммануилу Канту.

## Сочинения
- Histoire de ma vie. изд.: Karl-Heinz Bender und Hermann Kleber, 2 Bde., Trier 1989—1993 ISBN 3-87760-700-4

## Галерея

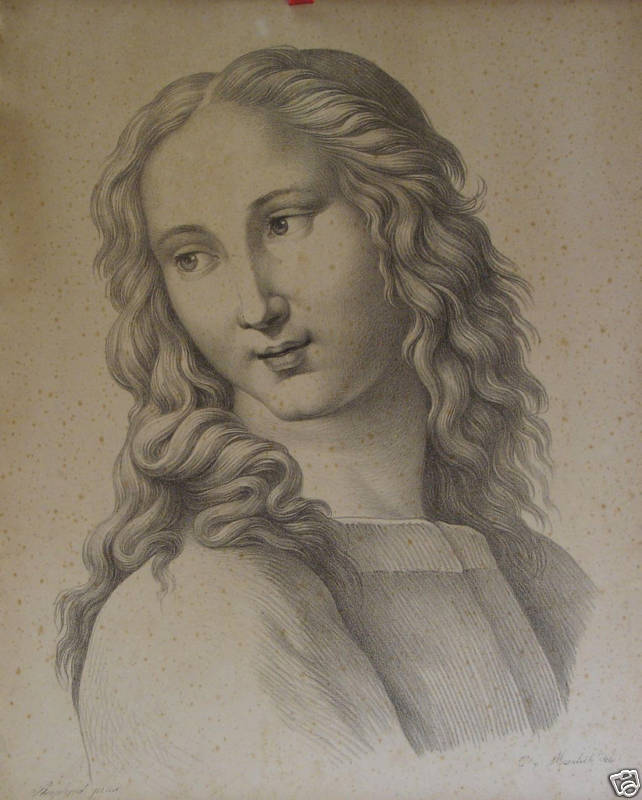
Женский портрет (1811)
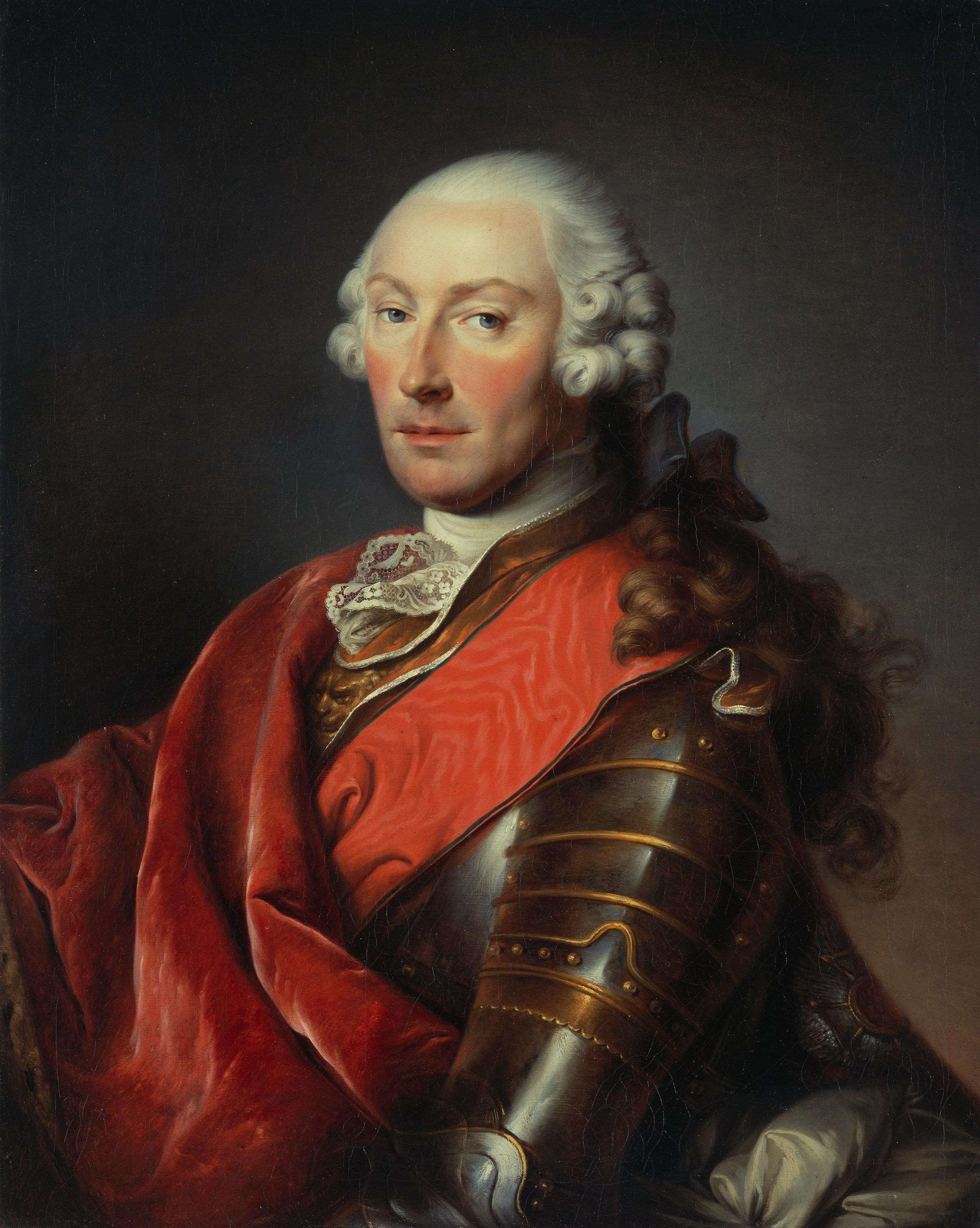
Портрет Христиана IV, палатина Цвейбрюккена
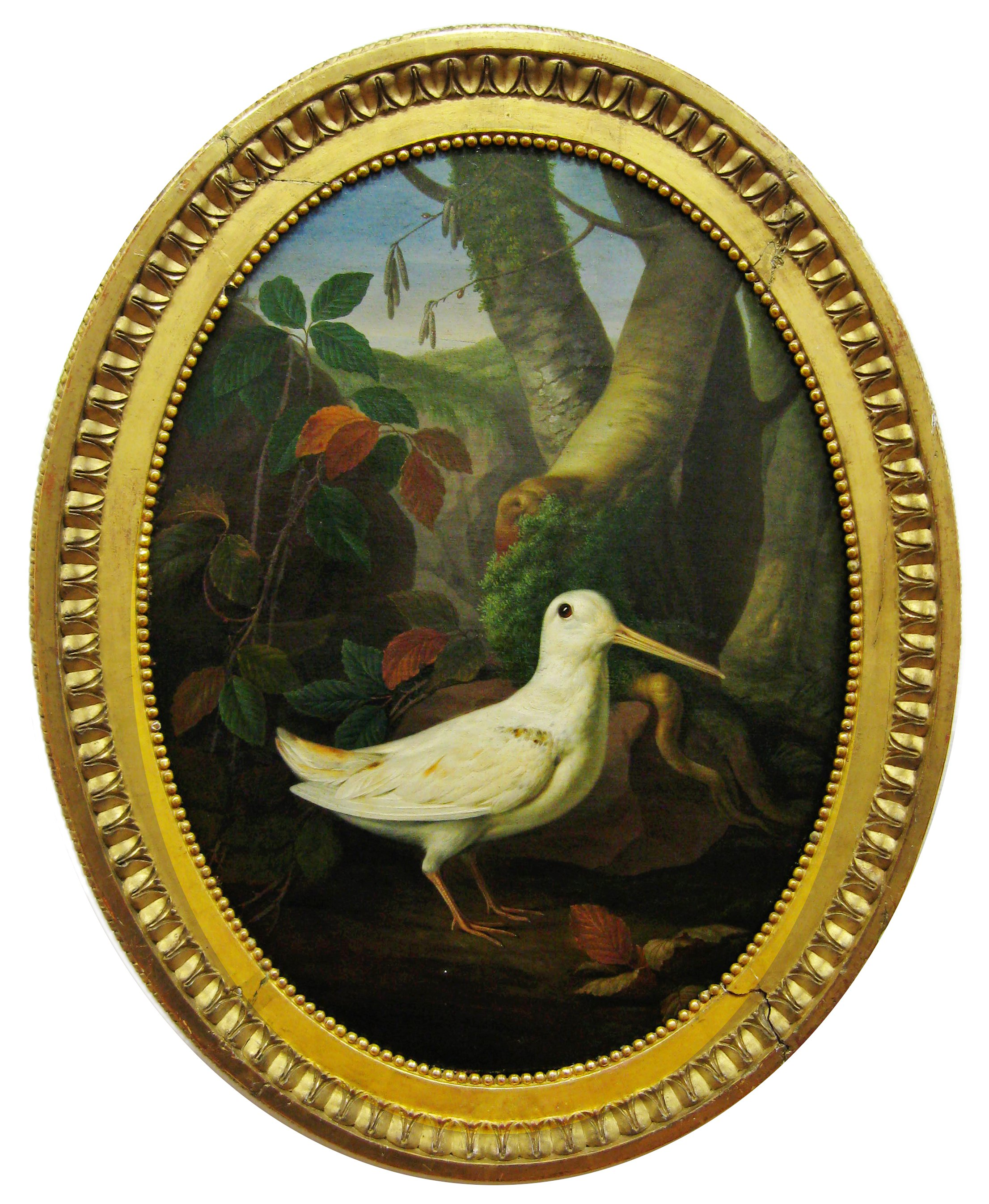
Бекас
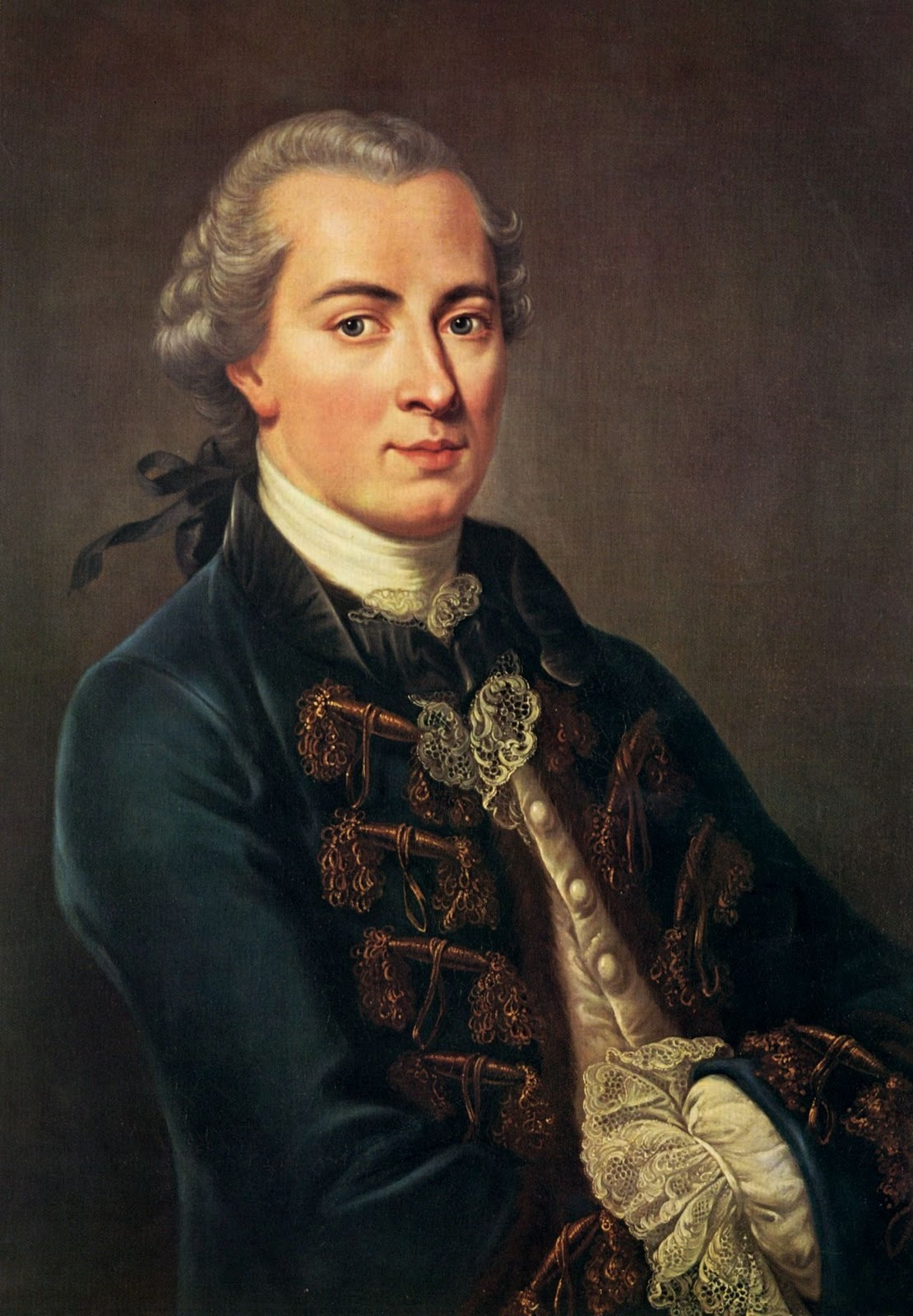
Портрет философа Фридриха Генриха Якоби